# Eupithecia conterminata
Eupithecia conterminata là một loài bướm đêm thuộc họ Geometridae. Loài này có thể có ở Fennoscandia và vùng núi của Trung Âu, through Kavkaz tới miền nam Xibia.
Sải cánh dài 14–17 mm. Có hai lứa trưởng thành một năm con trưởng thành bay từ giữa tháng 5 đến tháng 6.
Ấu trùng ăn Picea abies. Ấu trùng có thể tìm thấy cuối tháng tháng 7 đến giữa tháng 8. Loài này qua đông dưới dạng nhộng.